# NGC 3538
NGC 3538 في الفهرس العام الجديد، هي مجرة، تقع في كوكبة التنين. اكتشفت بواسطة هاينريش لويس دريست.

## روابط خارجية
- NGC 3538 على موقع ويكي سكاي: DSS2, SDSS, GALEX, IRAS, Hydrogen α, X-Ray, Astrophoto, Sky Map, Articles and images